# Поморский государственный университет
Поморский государственный университет им. М. В. Ломоносова (ПГУ) — государственный университет в Архангельске, действовавший в 1932—2011 годах. С мая 2011 года входит в состав Северного (Арктического) федерального университета.

## История
История университета восходит к 1916 году, когда в Архангельске был создан Учительский институт.
- В 1920-е годы — Архангельский практический институт народного образования
- 23 октября 1932 года решением исполнительного комитета Северного края был создан Архангельский вечерний педагогический институт с отделениями физики, истории, литературы и биологии
- В 1938 году преобразован в Архангельский государственный педагогический институт (АГПИ)
- 11 декабря 1957 года постановлением Совета Министров РСФСР институту присвоено имя М. В. Ломоносова
- 9 августа 1982 года указом Президиума Верховного Совета СССР институт награждён орденом «Знак Почёта»
- В 1991 году институт преобразован в Поморский государственный педагогический университет им. М. В. Ломоносова (ПГПУ)
- В 1993 году на базе ПГПУ был создан Поморский международный педагогический университет имени М. В. Ломоносова
- 9 декабря 1996 году институт переименован в Поморский государственный университет имени М. В. Ломоносова
- В июле 2007 года находился на 3231 месте в рейтинге высших учебных заведений мира «Webometrics Ranking of World Universities»[2]
- 28 апреля 2011 года ПГУ вошёл в состав Северного (Арктического) федерального университета, прекратив самостоятельную деятельность[3]
- 24 мая 2011 года ПГУ завершил процесс реорганизации и был включен в состав Северного (Арктического) федерального университета, прекратив самостоятельную деятельность.[4]

## Структура университета
- 2 института (Институт управления, права и повышения квалификации; Институт развития ребёнка);
- 2 филиала (г. Северодвинск, г. Коряжма);
- 1 представительство (г. Няндома);
- 14 факультетов;
- 60 кафедр;
- издательство.

### Факультеты
- Гуманитарный факультет

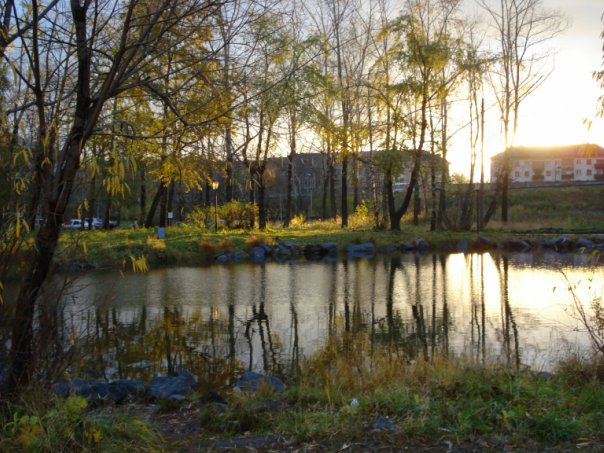
Озеро на территории ПГУ, осень

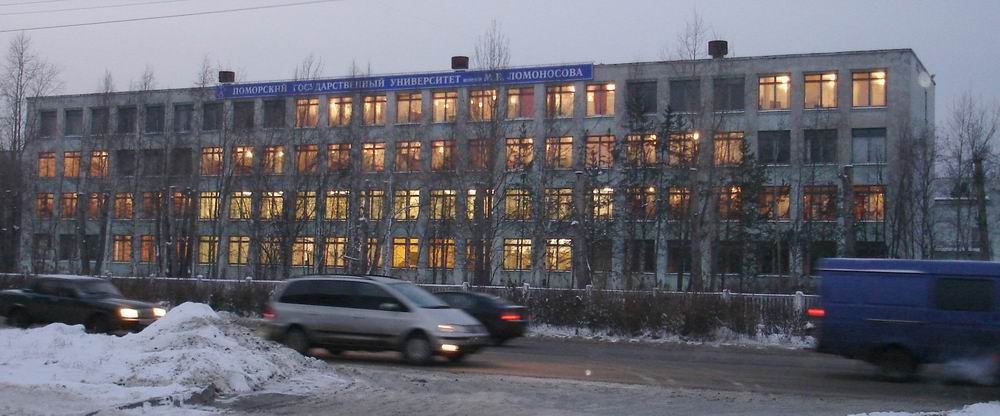
Филиал ПГУ в Северодвинске

- Естественно-географический факультет
- Исторический факультет
- Математический факультет
- Факультет иностранных языков
- Факультет коррекционной педагогики
- Факультет педагогики начального образования и социальной педагогики
- Факультет психологии
- Факультет социальной работы
- Факультет технологии и предпринимательства
- Факультет управления
- Факультет физической культуры
- Факультет филологии и журналистики
- Физический факультет
- Юридический факультет

### Институты, учебные и научные центры
- Институт развития ребёнка (создан 21 апреля 1998 года)
- Институт управления, права и повышения квалификации
- Центр дополнительного образования
- Отделение довузовской подготовки
- Центр экологических исследований
- Центр сравнительного религиоведения и этносемиотики
- Центр изучения традиционной культуры Европейского Севера
- Центр теоретической физики
- Центр региональных социальных исследований
- Лаборатория социопсихолингвистики
- Лаборатория физики дисперсных систем
- Лаборатория вычислительных систем
- Лаборатория психофизиологии
- Научно-образовательный центр социальных инноваций
- Музей-лаборатория по изучению северного текста русской литературы